# Vlagyimir Loginovszkij
Vlagyimir Alekszandrovics Loginovszkij (oroszul: Владимир Александрович Логиновский; Petropavl, 1985. október 8. –) kazah labdarúgó, az Atirau  csapatának kapusa, a Kazak Premjer-ligában véd.

## Pályafutása

### Klubcsapatokban
Az FC Kizilszarban indult a profi karrierje, itt játszott a legtovább és a legtöbbször. 2002 és 2009 között 62 bajnoki mérkőzésen lépett pályára. Játszott a Zsetiszuban, az Asztanában, a Tobilban és a Tarazban, 2018-ban az Atirauhoz igazolt, ahol 33-szor kapott lehetőséget bajnoki mérkőzéseken. 2019 nyarán elhagyta az Atiraut, de 2020 januárjában újra hozzájuk szerződött vissza.

### A válogatottban
2011-ben szerepelt először a kazah válogatottban, azóta összesen kétszer védte hazája válogatottjának kapuját.

## Statisztika

### A válogatottban
| Kazahsztán | Kazahsztán | Kazahsztán |
| Év         | Mérkőzés   | Gól        |
| ---------- | ---------- | ---------- |
| 2011       | 1          | 0          |
| 2012       | 1          | 0          |
| Összesen   | 2          | 0          |

## Sikerei, díjai
Asztana
- Kazak bajnok (2): 2014, 2015
  - Második helyezett (1): 2013
- Kazak kupa második helyezett (1): 2015
- Szuperkupa (1): 2015
  - Második helyezett (1): 2013

 Atirau
- Kazak kupa második helyezett (2): 2018, 2019

## Fordítás
- Ez a szócikk részben vagy egészben  a   Vladimir Loginovsky című angol Wikipédia-szócikk ezen változatának fordításán alapul.  Az eredeti cikk szerkesztőit annak laptörténete sorolja fel. Ez a jelzés csupán a megfogalmazás eredetét és a szerzői jogokat jelzi, nem szolgál a cikkben szereplő információk forrásmegjelöléseként.